# 키프로스 역병
키프로스 역병(영어: Plague of Cyprian)은 서기 250년에서 270년까지 로마 제국을 괴롭힌 전염병이다. 에티오피아에서 최초 발병했다고 알려져 있다. 키프로스 역병은 에티오피아에서 그리스를 거쳐 시리아를 지나 로마 제국에서 크게 발병했다.

## 이름의 유래
카르타고의 주교였던 키프리안은 이 역병에 대하여 역사책에 최초로 기술하였다. 그의 이름을 따서 키프로스 역병이라고 이름을 지었다.

## 확산 원인과 영향
키프로스 역병의 급속한 확산과 역병 관련 사망자가 많이 발생한 이유는, 여러 민족들이 여러 경로로 로마를 공격했기 때문이다. 게르만은 갈리아를 공격했고, 파르티아는 메소포타미아를 공격했다. 로마는 여러 경로의 공격을 막느라 역병의 창궐에 대응하지 못하고 속수무책으로 당하고 말았다.
키프로스 역병은 농부들에게도 심각하게 퍼져 식량 생산 부족을 야기하였다. 군인들에게 퍼진 키프로스 역병은 로마 군대에 대한 광범위한 인력 부족을 일으켜 3세기 시대의 로마 제국의 국력을 심각하게 약화시켰다. 사망자가 많이 발생한 날은 5,000명이 사상자로 기록되기도 했다.
키프로스 역병으로 인해 정치적, 군사적, 경제적, 종교적 격변이 일어났다. 호스틸리안 황제는 251년에 사망했고, 클라우디우스 고디쿠스황제는 270년 사망했다. 이 기간에 경쟁자들의 지속적인 황제 쟁탈전에 정치는 갈수록 불안해졌다. 로마 군단의 지도력 부족과 병사 고갈은 로마의 외부 공격 방어 능력을 약화 시키고, 제국의 상태를 악화 시켰다. 질병의 광범위한 발병은 시골 인구를 도시로 이주시켰고, 남아 있는 농부들은 속수무책으로 당하면서, 로마 제국의 농업 생산은 붕괴 되었다.

## 역학
역사가 윌리엄 맥닐은 키프로스 역병과 안토니우스 역병은 천연두와 홍역 중 하나라고 주장했다. 두 재앙으로 인한 유럽의 대규모 감염은 사람들이 이전에 해당 질병에 한번도 노출되지 않았음을 나타낸다.
역사가 카일 하퍼(Kyle Harper)에 따르면, 키프로스 역병으로 인한 증상은 천연두가 아닌 에볼라와 같은 출혈열을 일으키는 바이러스성 질병과 더 잘 일치한다고 한다. 그리고 에볼라의 발원지인 아프리카에서 질병이 온 것도 이런 추측의 이유이기도 하다.